# سلطنة بيدر
كانت سلطنة بيدر واحدة من سلطنات الدكن في أواخر العصور الوسطى في جنوب الهند.

## التاريخ

### قاسم بريد وأمير بريد
تأسست السلطنة عام 1492 على يد قاسم بريد الأول، الذي كان جورجيًا استعبد من قبل الأتراك. أو من أصل تركي التحق بخدمة السلطان البهمني محمد شاه الثالث. بدأ حياته المهنية بصفته سار نوبات لكنه أصبح فيما بعد مير جملة (رئيس الوزراء) في السلطنة البهمنية. في عهد محمود شاه بهمني (1482 - 1518)، أصبح الحاكم الفعلي.
بعد وفاته عام 1504، أصبح ابنه أمير بريد رئيسًا للوزراء وتولى إدارة السلطنة البهمنية[بحاجة لمصدر]. بعد وفاة محمود شاه البهمني عام 1518، خلفهُ أربعة سلاطين، جميعهم كانوا مجرد دمى في يد أمير بريد.
عندما فر آخر حاكم بهمني كليم الله إلى بيدر عام 1527، أصبح أمير بريد مستقلاً عمليًا[بحاجة لمصدر]. لكنه لميتخذ أي لقب ملكي
.

### علي بريد شاه
في عام 1542، خلف علي بريد شاه الأول أباه أمير، وكان أول من تلقب بالقب الملكي شاه. انضم علي بريد إلى سلاطين الدن الآخرين في معركة تاليكوتا ضد إمبراطورية فيجاياناغارا في يناير 1565.

### حكام لاحقين
بعد وفاته عام 1580، خلف علي بريد ابنه إبراهيم بريد الذي حكم لمدة سبع سنوات حتى وفاته عام 1587. وخلفه أخوه الأصغر قاسم بريد الثاني. بعد وفاته عام 1591، خلفه ابنه القاصر علي بريد الثاني، الذي سرعان ما خلعه أحد أقاربه، أمير بريد الثاني. في عام 1601، أطاح به أحد أقاربه، ميرزا علي بريد.
في عام 1609، خلفه آخر حكام سلطنة بيدر، أمير بريد الثالث، الذي قاتل ضد المغول عام 1616 تحت قيادة مالك عنبر. في عام 1619 ، هزمه السلطان بيجابور إبراهيم عادل شاه الثاني. ضُمت سلطنة بيدر إلى سلطنة بيجابور. أُحضر أمير بريد الثالث وأبنائه إلى بيجابور وظلوا «تحت المراقبة».

## الثقافة
رعى الحكام الثقافة الفارسية. حتى أن الشعر الفارسي منقوش على قبورهم.

### الهندسة المعمارية
قامت سلطنة بيدر بإضافات كبيرة إلى قلعة بيدر. تقع قبورهم أيضًا في بيدر. وظف الحكام مهندسين ومعماريين هندوس لبناء هذه المباني، مما أدى إلى اندماج بعض السمات الهندوسية في الهندسة المعمارية لهذه الفترة.

## الحكام
| الاسم                     | فترة الحكم  |
| ------------------------- | ----------- |
| قاسم بريد الأول           | 1489 – 1504 |
| أميري بريد الأول          | 1504 – 1542 |
| عليد بريد شاه الأول       | 1542 – 1580 |
| ابراهيم بريد شاه          | 1580 – 1587 |
| قاسم بريد شاه الثاني      | 1587 – 1591 |
| عليد بريد شاه الثاني      | 1591        |
| أمير بريد شاه الثاني      | 1591 – 1601 |
| ميرزا علي بريد شاه الثالث | 1601 – 1609 |
| أمير بريد شاه الثالث      | 1609 – 1619 |

## معرض الصور

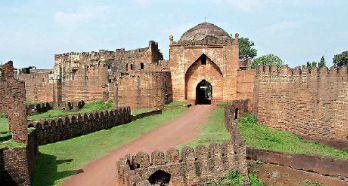
Bidar Fort near the entrance.
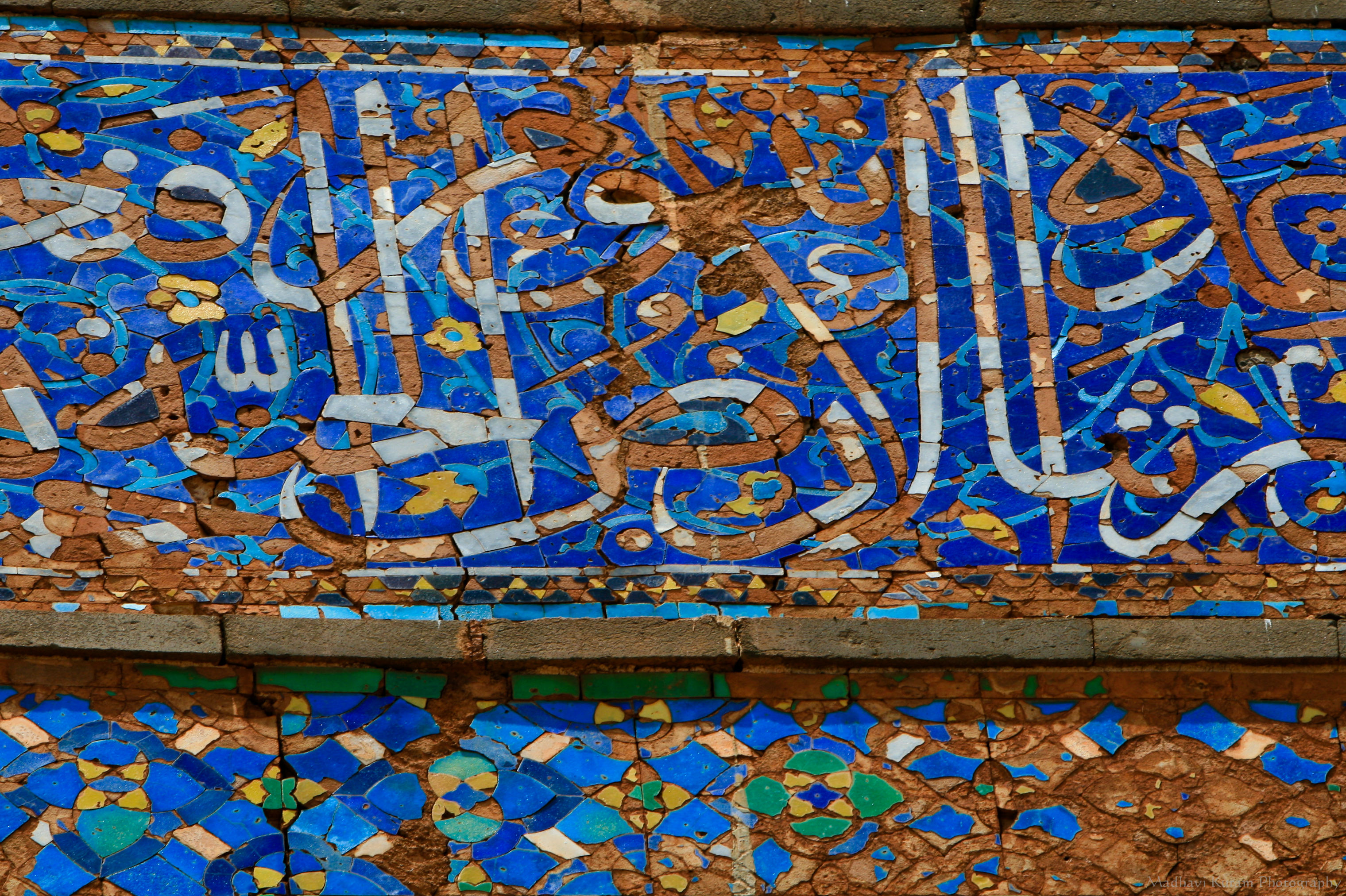
Calligraphy in coloured tiles
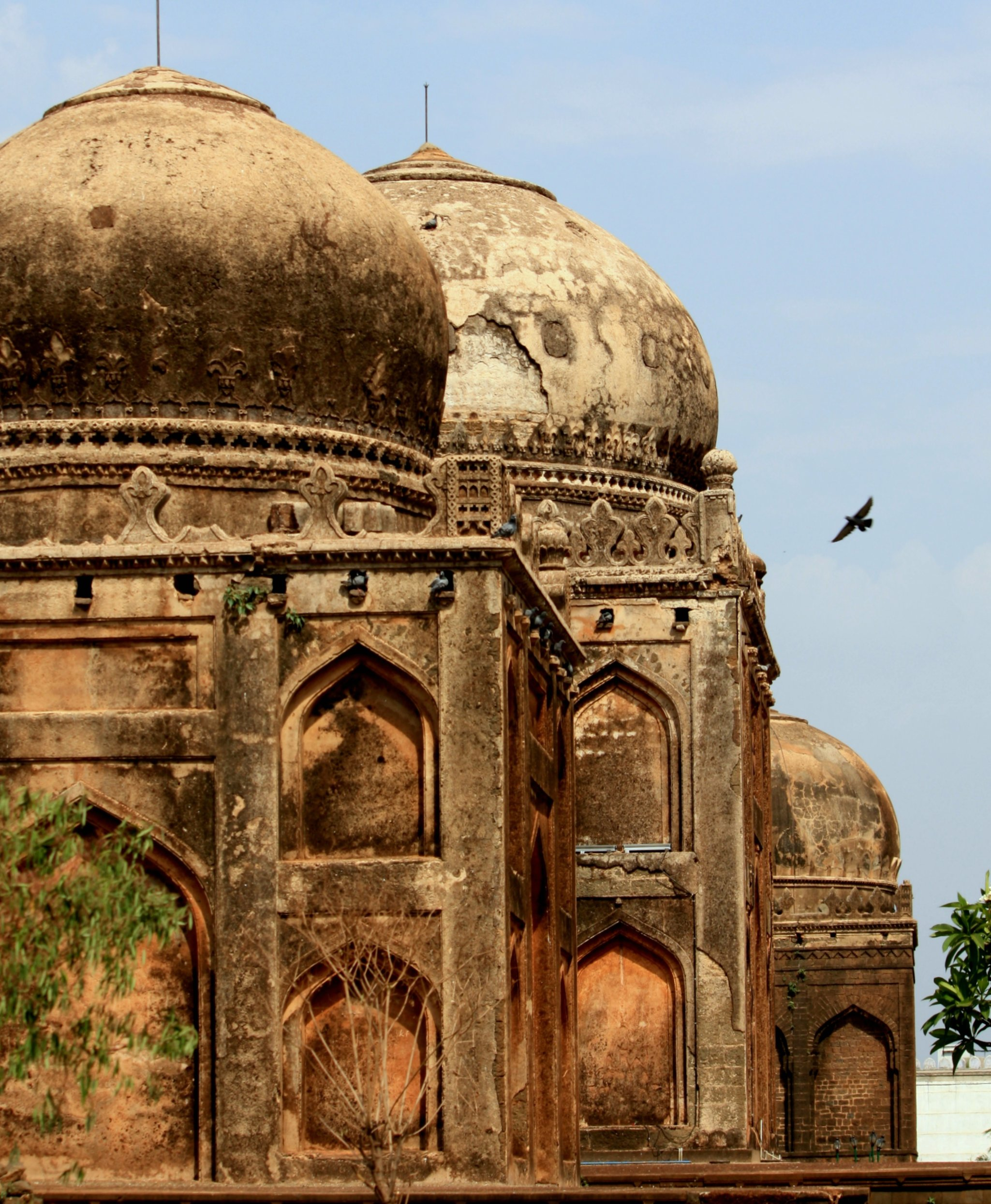
Ashtur Tombs
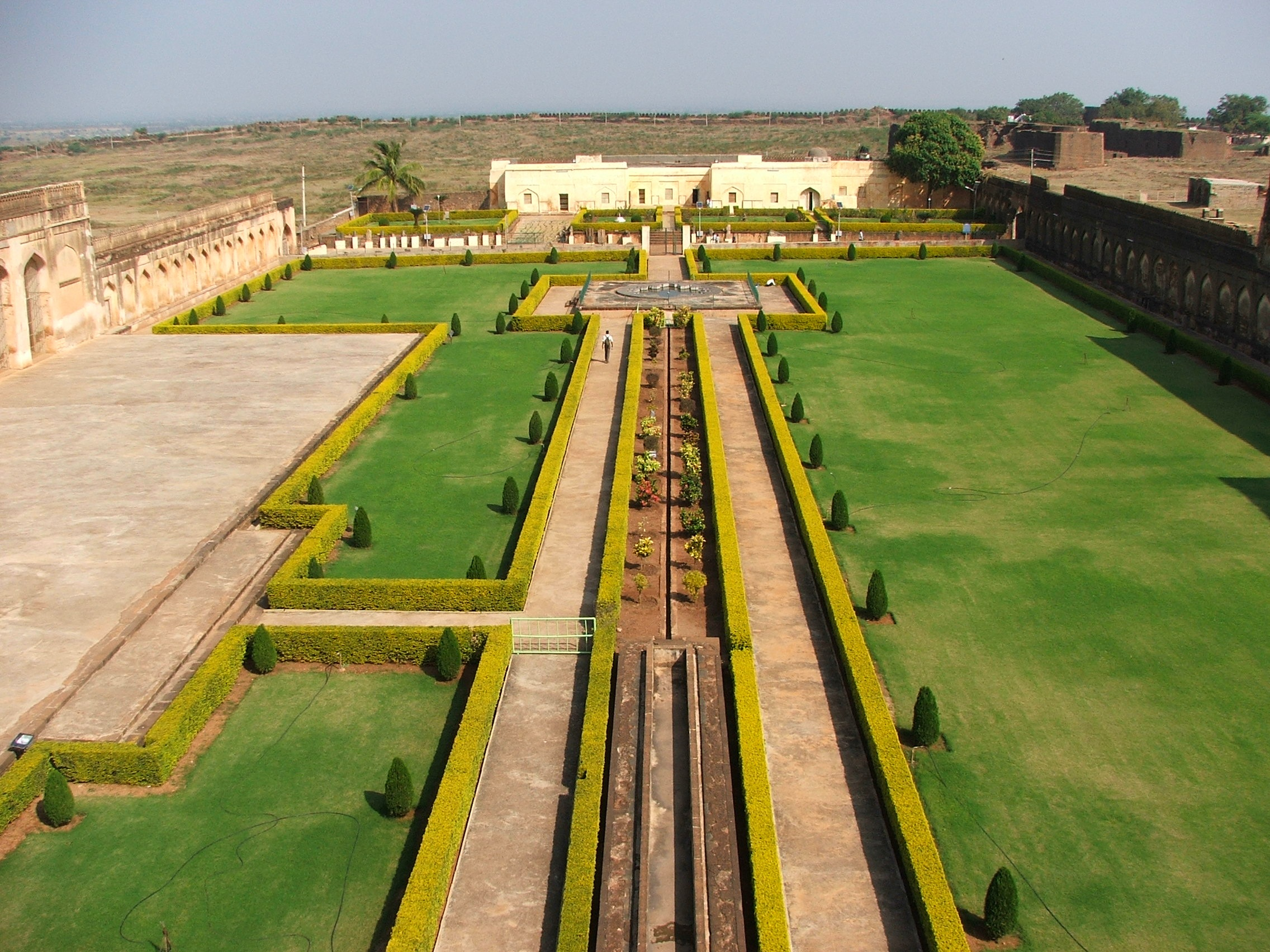
حصن بيدار
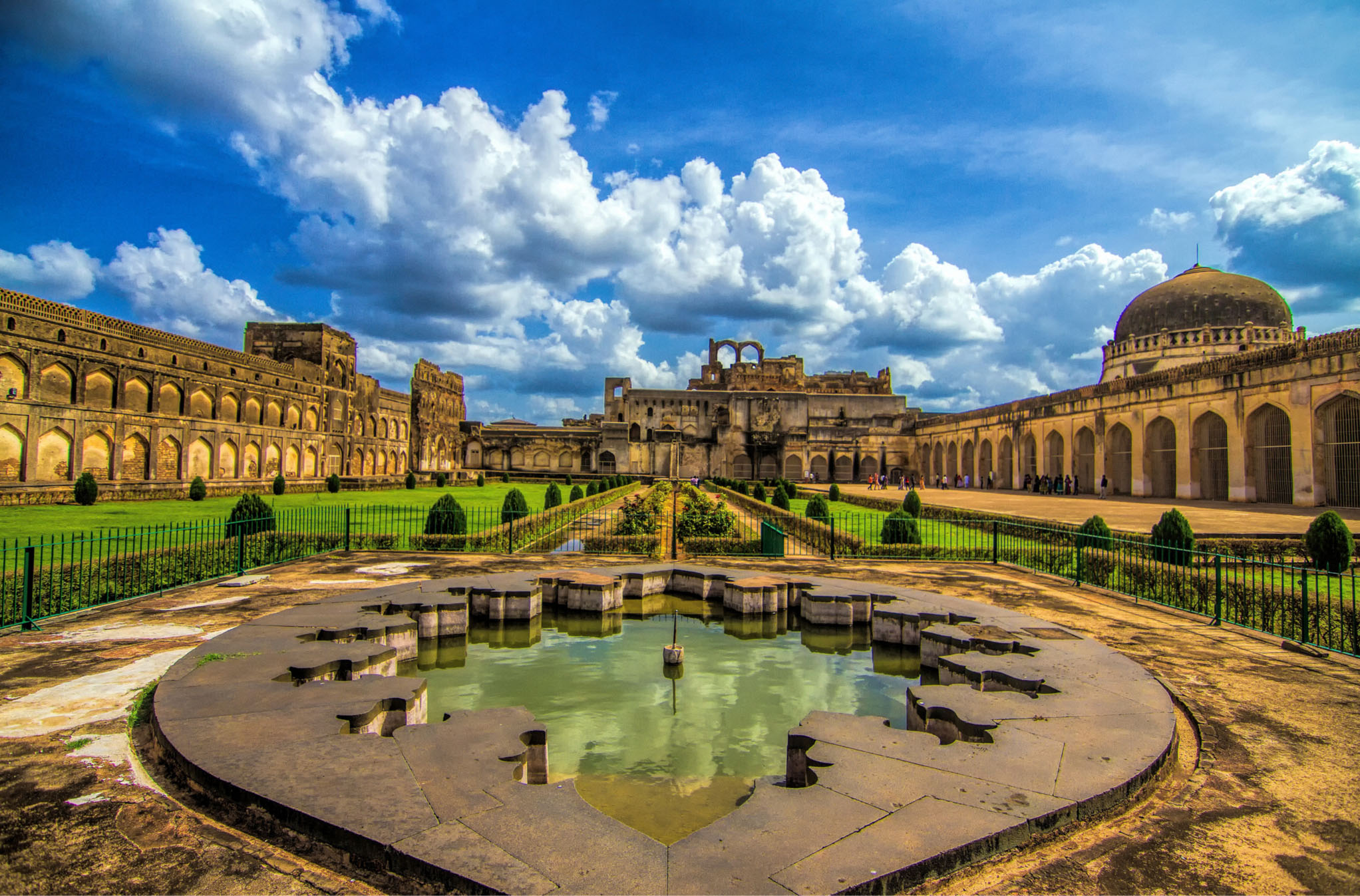
Fort Garden Bidar
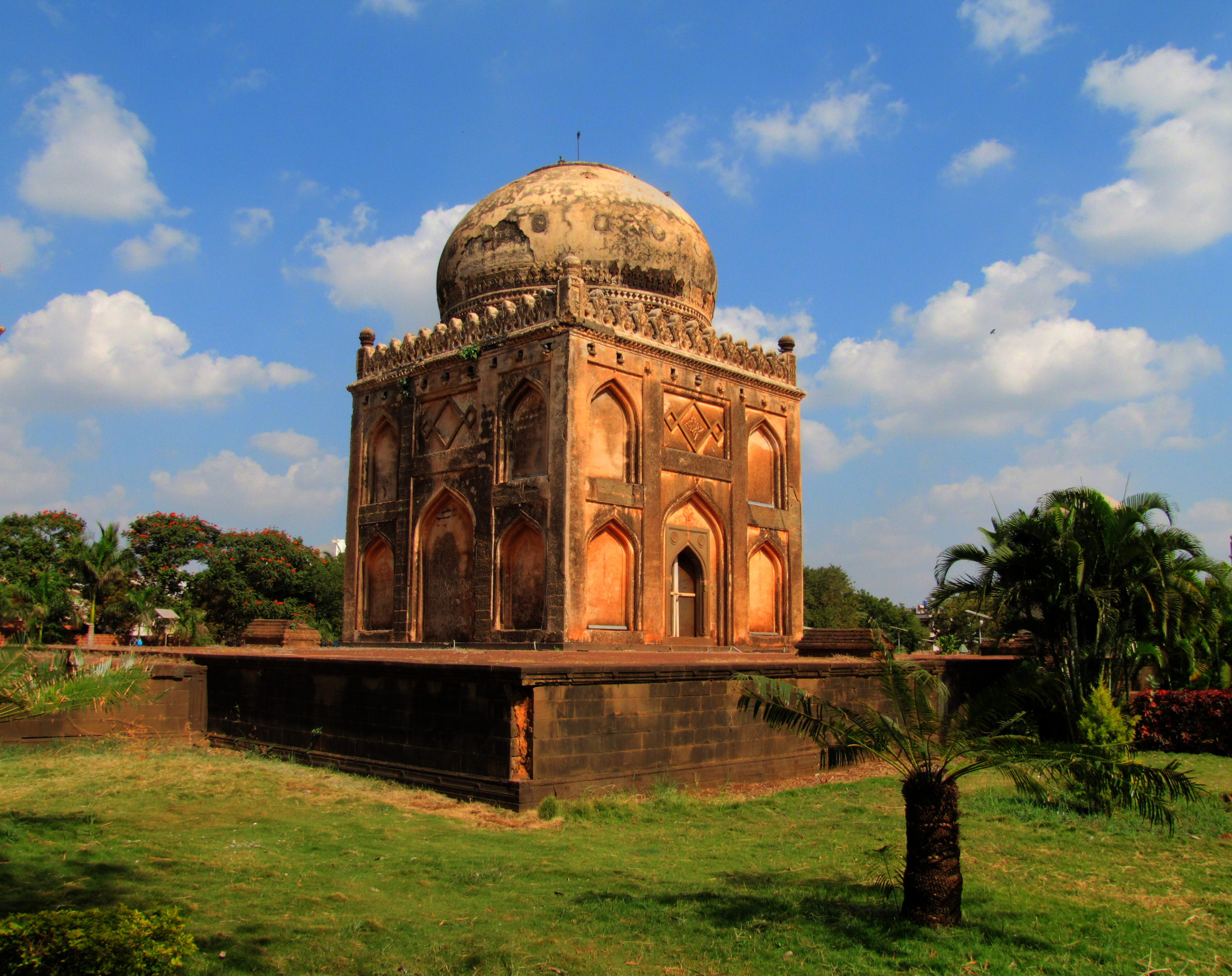
Tombs of Bidar Shahi kings at Barid Shahi Park in بيدار
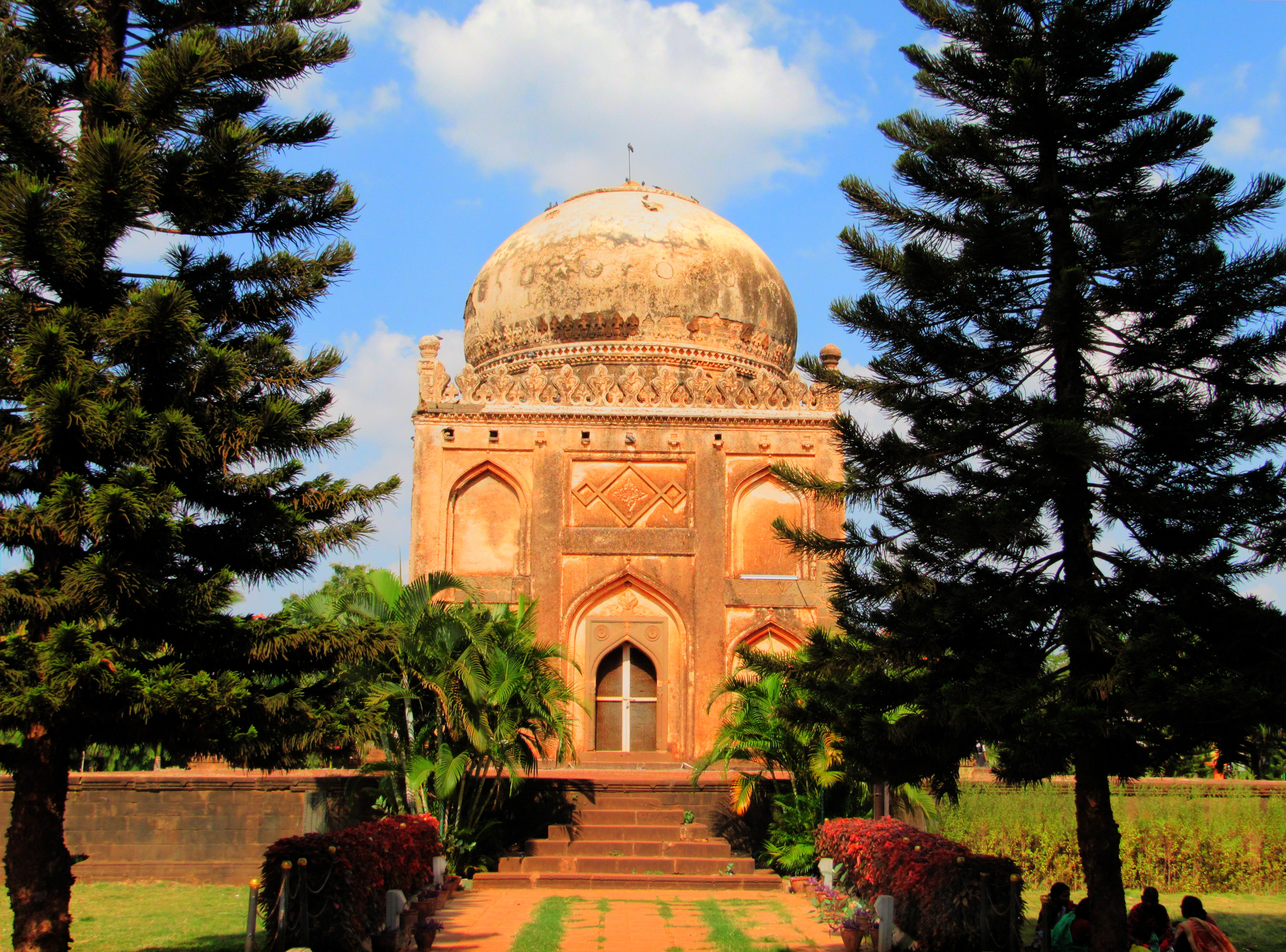
Tombs of Bidar Shahi kings at Barid Shahi Park in بيدار
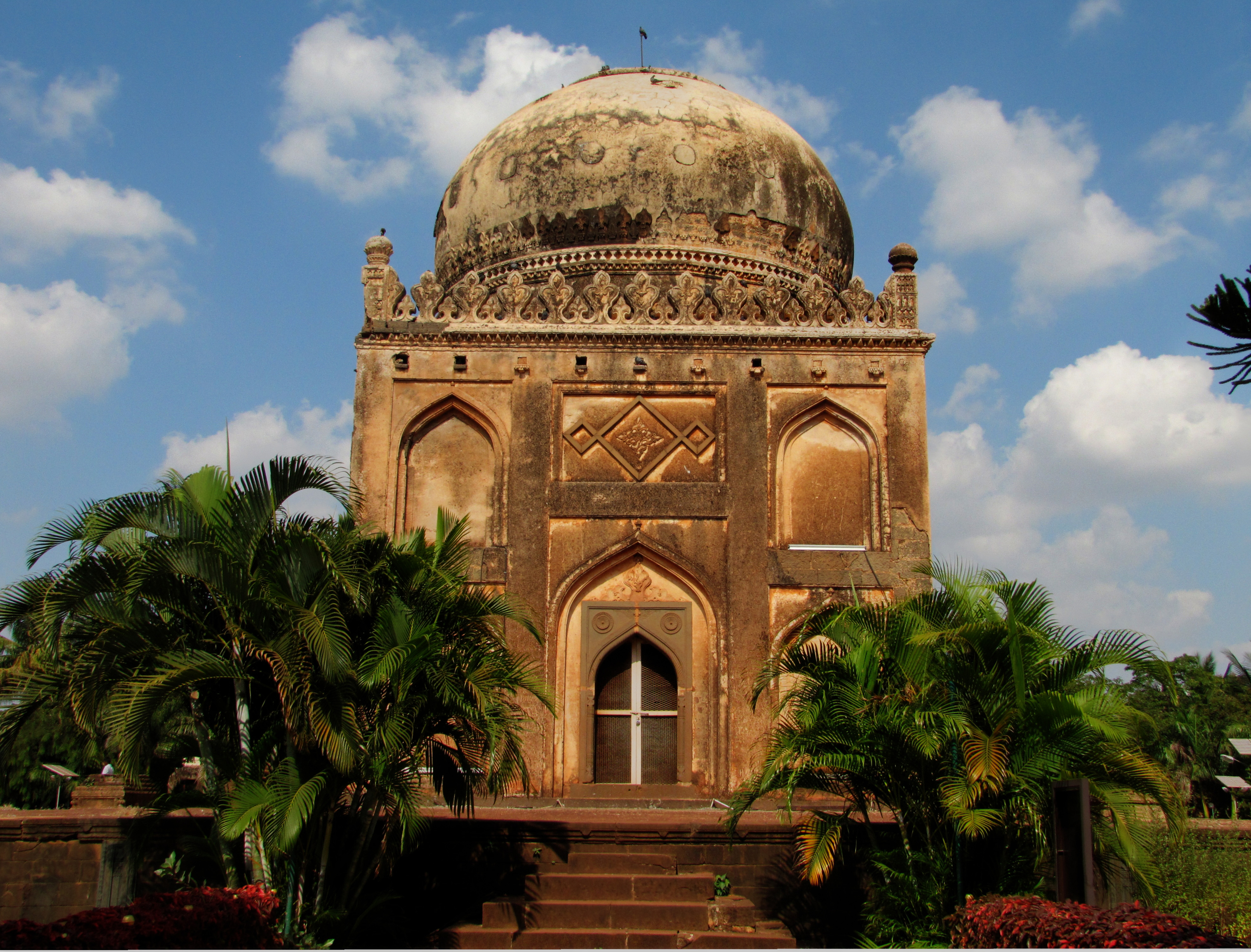
Tombs at Barid Shahi Park in بيدار

### اقتباسات
1. ↑  Sen 2013، صفحة 118.
2. ↑  Bosworth 1996، صفحة 324.
3. ↑  "India - Bahmanī consolidation of the Deccan". Encyclopedia Britannica (بالإنجليزية). Archived from the original on 2021-09-26. Retrieved 2018-12-09.
4. ↑  Haig 1928، صفحات 431.
5. ↑  Yazdani, 1947، صفحات 25.
6. ↑  Yazdani, 1947، صفحات 13.
7. ↑  Yazdani, 1947، صفحات 160.
8. 1 2  Yazdani, 1947، صفحات 14.
9. ↑  Majumdar 2007، صفحة 466-468.
10. ↑  Law، John. Modern Hyderabad (Deccan). ص. 15–17. مؤرشف من الأصل في 2019-12-22.
11. ↑  Centre, UNESCO World Heritage. "Monuments and Forts of the Deccan Sultanate". UNESCO World Heritage Centre (بالإنجليزية). Archived from the original on 2018-02-28. Retrieved 2018-12-09.
12. ↑  Yazdani, 1947، صفحات 26.
13. ↑  Haig 1928، صفحات 429.
14. ↑  Haig 1928، صفحات 681 & 683.

### ثبت المصادر
- Bosworth، C.E. (1996). The New Islamic Dynasties. Columbia University Press.
- Majumdar، R.C. (2007). The Mughul Empire. Bharatiya Vidya Bhavan.
- Sen، Sailendra (2013). A Textbook of Medieval Indian History. Primus Books.
- Spooner، Brian؛ Hanaway، William L. (2012). Literacy in the Persianate World: Writing and the Social Order. University of Pennsylvania Press.
- Yazdani، Ghulam (1947). Bidar, Its History and Monuments. Oxford University Press.
- Haig، Sir Wolseley (1928). The Cambridge History of India Volume III. Cambridge University Press.